# Зеїн
Зеї́ни — спирторозчинні проламінові білки, що міститься в зернах кукурудзи (Zea mays L.). Являють собою поліморфну білкову систему, компоненти якої кодуються великою полігенною родиною. На зеїн припадає близько 30-40% білка кукурудзи.. Це малопоживний білок. Він поступається білкам інших злакових і бобових культур.
Зеїн отримують у результаті переробки глютену (в результаті цієї переробки разом з зеїном отримують концентрат ксантофілів). Зеїн використовують як природний гідрофобний полімер, здатний до біодеградації.